# Cischweinfia dasyandra
Cischweinfia dasyandra es una especie de orquídea con hábitos de epifita, originaria de  Sudamérica.

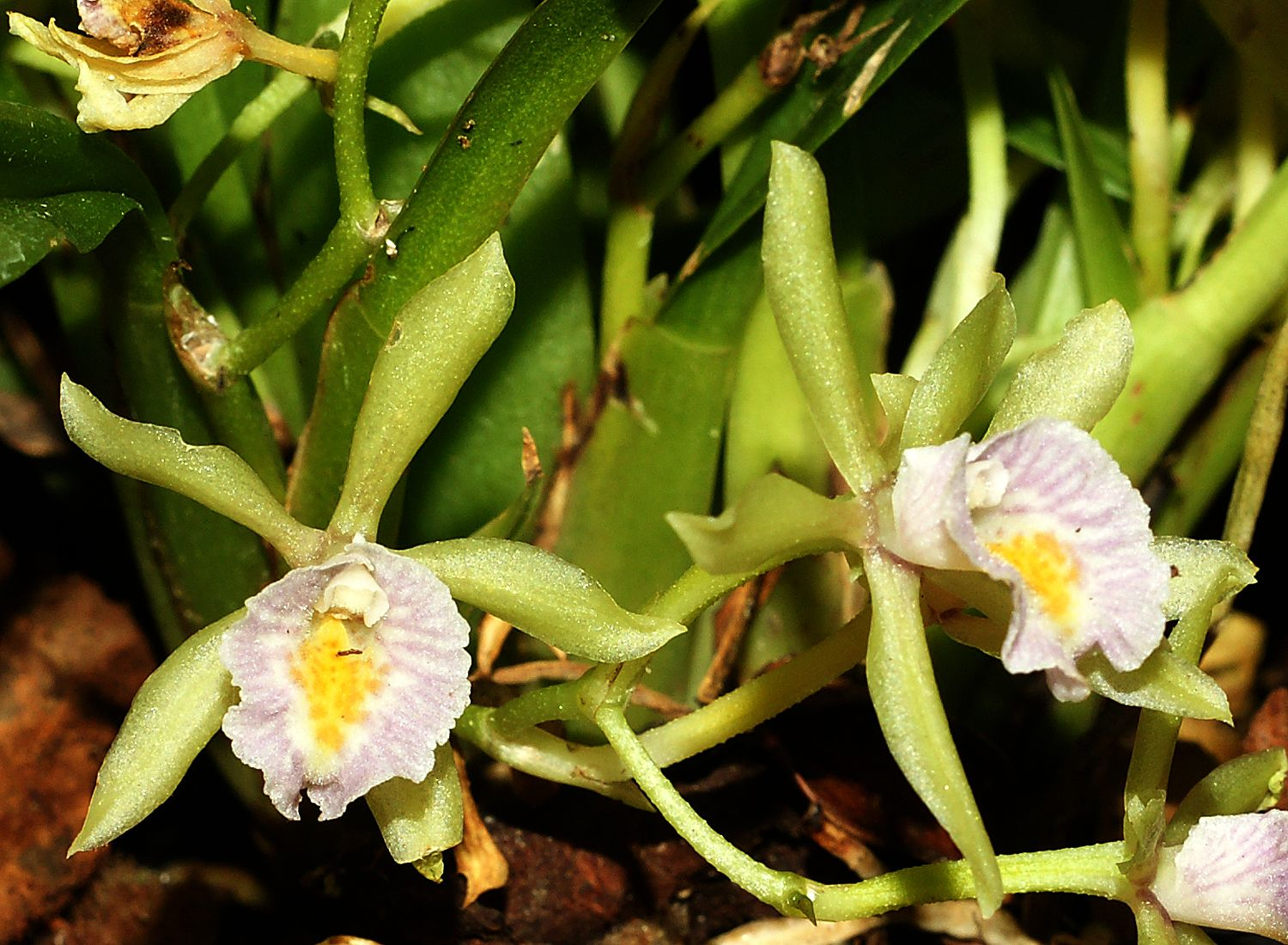
Detalle de la flor

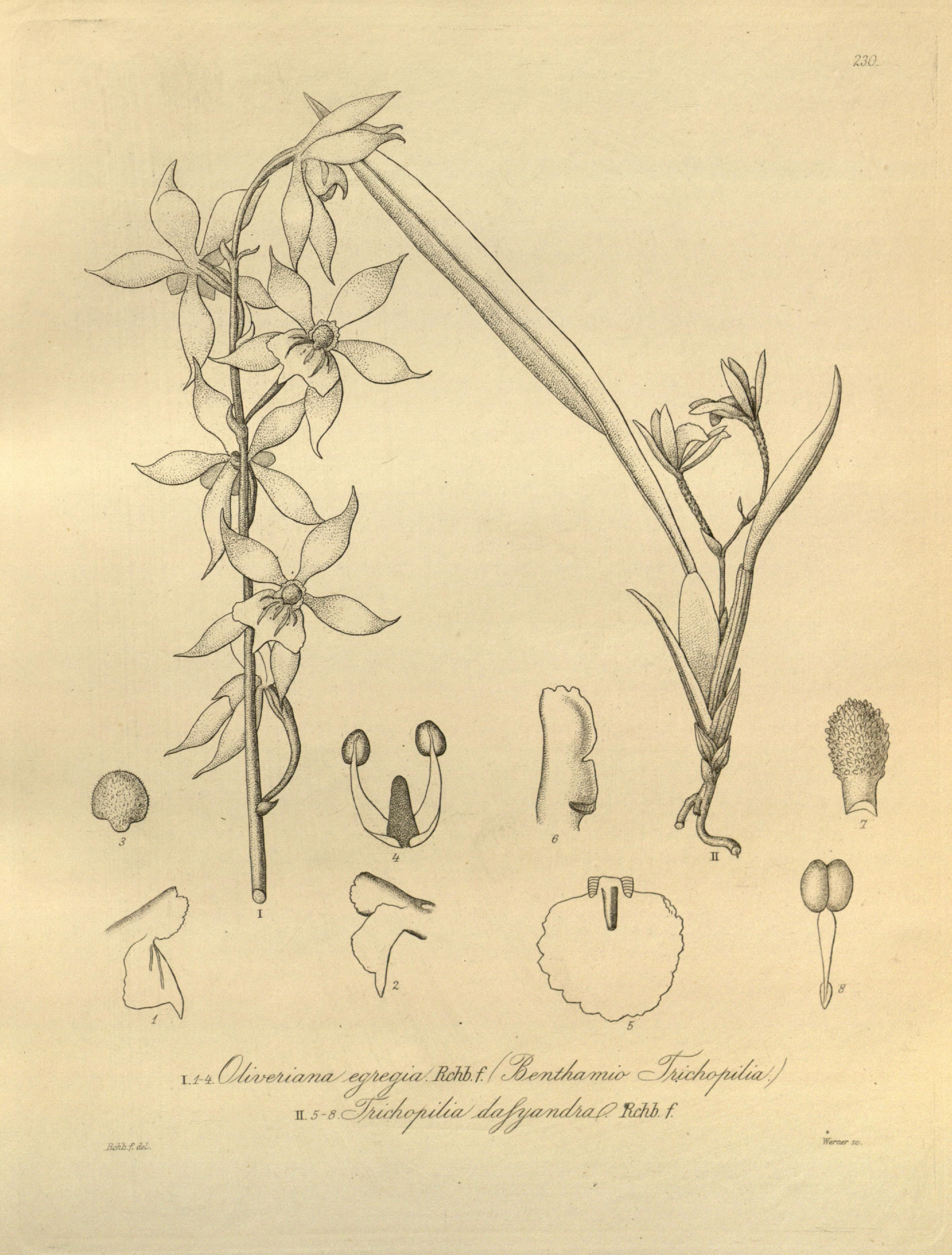
Ilustración

## Descripción
Es una orquídea de pequeño tamaño con hábitos de epifita y con pseudobulbos  alargados, comprimidos lateralmente y parcialmente envuelto por varias vainas, dísticas, imbricadas, conduplicadas que llevan una sola hoja apical lanceolada, y lineal que es conduplicada en la base. Florece en el verano en una corta inflorescencia, de forma básica, un tanto colgante de 4 a 7 cm   de largo, con 1 a 4 flores en racimo generada en un crecimiento del recién madurado pseudobulbo.

## Distribución y hábitat
Se encuentra en Costa Rica, Panamá, Colombia y Ecuador en los bosques premontanos en elevaciones de 300 a 1.600 metros.

## Taxonomía
Cischweinfia dasyandra fue descrita por (Rchb.f.) Dressler & N.H.Williams  y publicado en American Orchid Society Bulletin 39(11): 991, f. 1, I. 1970.
Etimología
Cischweinfia: nombre genérico otorgado en honor del botánico estadounidense Charles Schweinfurth.
dasyandra: epíteto latíno que significa "polinia hirsuta"
Sinonimia
- Cischweinfia glicensteinii Christenson
- Leucohyle dasyandra (Rchb.f.) Schltr.
- Trichopilia dasyandra Rchb.f. basónimo[1][3][4]